# Hoffmanské kapky
Hoffmanské kapky (též hofmanské kapky, hoffmannský líh, Liquor anodynus Hoffmanni, liquor anodynus minerali Hoffmanni či Spiritus aethereus) jsou směsí lihu (ethanolu) a éteru v poměru 3 : 1. Oblíbené byly především v 19. století, kdy se velmi rozšířily jako dostupné domácí léčivo. Používaly se především k léčbě nachlazení, akutní nevolnosti a při depresích. Pojmenované jsou po německém lékaři a chemikovi Friedrichu Hoffmannovi (1660–1742).
Receptura se různě vyvíjela, měnil se například poměr ve prospěch levnější složky – lihu (4 : 1), případně byly dva díly základní směsi doplněny třemi díly destilované vody. Připravovaly se i variace receptury s přídavkem výtažků z léčivých bylin.
Ve 20. století obliba hoffmanských kapek klesla. Přesto je stále lze objednat v lékárně, ale obvykle je pod tímto názvem dodávána směs s obsahem 60 % destilované vody. Čisté (bez přidané vody) se používají také jako čistidlo na optiku.